# Nederlandse Muziekdagen
De Nederlandse Muziekdagen zijn sinds 1989 een jaarlijks terugkerend muziekfestival in Utrecht. De Nederlandse Muziekdagen worden georganiseerd door de NPS, Muziek Centrum Nederland, Stichting Gaudeamus en Muziekcentrum Vredenburg.
Het doel van de muziekdagen is de promotie van Nederlandse klassieke muziek, Nederlandse componisten staan dan ook centraal en dan met name nieuwe stukken. De Nederlandse Muziekdagen bieden dan ook altijd wel een aantal wereldpremières.
Sinds 1994 wordt tijdens de Nederlandse Muziekdagen de Henriëtte Bosmansprijs uitgereikt, een aanmoedigingsprijs voor jonge componisten, vernoemd naar de Nederlandse componiste Henriëtte Bosmans.
De edities van 2008 en 2009 vonden plaats in Muziekgebouw aan 't IJ in Amsterdam.